# Microsoft Technology Summit
Microsoft Technology Summit (MTS) – cykl konferencji firmy Microsoft, organizowanych w wielu krajach świata. Edycja w Polsce jest jedną z największych konferencji tego rodzaju w Europie Środkowo-Wschodniej. Program konferencji MTS skierowany jest do menedżerów, programistów i specjalistów z branży IT. Konferencja co roku gromadzi blisko 3000 osób.
W trakcie MTS odbywa się kilkadziesiąt sesji, w kilku równoległych ścieżkach tematycznych, prowadzonych przez około 80 prelegentów.
Podczas MTS przedstawiane są światowe trendy technologiczne Microsoft, oraz prezentowane są produkty tej firmy. Sesje prowadzą prelegenci będący pracownikami Microsoft z Polski oraz zagranicy. Zapraszani są również goście specjalni – ludzie znani z innych branż niż IT (np. prof. Piotr Płoszajski, gen. Roman Polko).
W Polsce MTS odbywa się co rok, począwszy od 2005 r.